# جيمس ويلسون الثاني
جيمس ويلسون الثاني هو محامي وسياسي أمريكي، ولد في 18 مارس 1797 في بيتربورو في الولايات المتحدة، وتوفي في 29 مايو 1881 في كين في الولايات المتحدة. نشط حزبياً في حزب اليمين. وقد انتخب عضو مجلس النواب الأمريكي ‏.